# ヤン・マーテル

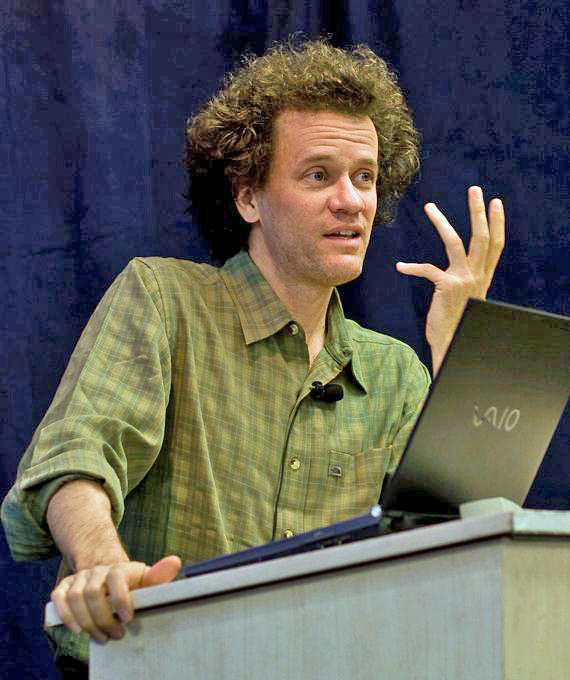
ヤン・マーテル

ヤン・マーテル（Yann Martel, 1963年6月25日 - ）はカナダの小説家。

## 来歴
フランス系カナダ人の両親の元に生まれ、生まれたのはスペインのサラマンカだが、父親が外交官だったために世界中を転々として育つ。大人になってからもインドやイランなどを放浪する。
その後カナダのトレント大学で哲学を学び、27歳から作家として活動するようになる。太平洋上で遭難したインド人少年のサバイバルを描いた『パイの物語』はベストセラーとなり、2002年にブッカー賞を受賞し、2003年にボランジェ・エブリマン・ウッドハウス賞にノミネートされた。

## 邦訳作品
- 『パイの物語』唐沢則幸訳 竹書房 2004年1月

## 作品
- Seven Stories (1993)
- The Facts Behind the Helsinki Roccamatios (1993)
- Self (1996)
- パイの物語 Life of Pi (2001)
- We Ate the Children Last (2004)
- Beatrice and Virgil (2010)